# Editora Einaudi
A Giulio Einaudi Editore é uma editora italiana fundada em 1933 na cidade de Turim por Giulio Einaudi (1912-1999).

## História
Fundada em 15 de Novembro de 1933 por Giulio Einaudi, filho do futuro presidente italiano Luigi Einaudi, a editora imediatamente começou a ser perseguida pelo estado fascista: em 1935 Giulio Einaudi foi primeiramente preso e depois enviado até a fronteira italiana. Sempre engajada politicamente, a editora pôde contar com colaboradores como Cesare Pavese, Giaime Pintor, Massimo Mila, Elio Vittorini, Italo Calvino e Leone Guinzburg (que mais tarde seria assassinado pelos fascistas). Publicou após a Segunda Guerra os Quaderni del carcere (Cadernos do cárcere)  e as Lettere dal carcere (Cartas do cárcere) de Antonio Gramsci. Passou por um período de crise no anos 70 e 80, mesma época do projeto Einaudi-Gallimard, uma colaboração com a editora francesa Gallimard para distribuir no mercado italiano as célebres edições da Bibliothèque de la Pléiade. Em 1994 foi comprada pelo grupo Mondadori, ao qual ainda pertence. Em 1998 incorporou a editora Edizioni di Comunità. 

## O Símbolo da Editora
O símbolo da editora representa um avestruz que segura com o bico um prego. No fundo há uma paisagem com um castelo e um listel com o lema da editora, em latim, Spiritus durissima coquit  (O espírito digere as coisas mais duras). A imagem foi criada no século XVI por Paolo Giovio e foi escolhida por Mario Praz para as edições da revista italiana La cultura. O símbolo ligou-se à Einaudi quando esta comprou a revista.